# Victor Woithon
Victor Michael Woithon (* 30. September 1909 in Berlin; † 26. Dezember 1976 in San Bartolomé de Tirajana/Spanien) war ein deutscher SS-Untersturmführer, Angehöriger des Sonderkommandos 4a der Einsatzgruppe C und verurteilter Kriegsverbrecher.

## Leben
Victor Woithon war Sohn eines Fleischers. Er besuchte bis zu seinem 11. Lebensjahr in Berlin eine Volksschule, dann die Oberrealschule bis Obertertia. Nach dem vorzeitigen Schulabgang erlernte er in dessen Geschäft das Fleischerhandwerk. Die Lehre schloss er 1927 mit der Gesellenprüfung ab. Anschließend arbeitete er in seinem Beruf im elterlichen Geschäft bis 1931 und in einem Großbetrieb bis 1933.
Im Juli 1931 wurde er Mitglied der SA. Am 1. September 1932 trat er der NSDAP bei. Anschließend wurde er Fahrlehrer und Sturmführer beim NS-Kraftfahrkorps in Berlin. Im Jahre 1938 wurde er Kraftfahrer bei der Gestapo. Im Juni 1941 wurde er zunächst zum Stab der Einsatzgruppe C abgeordnet und Ende Oktober 1941 von dort dem Sonderkommando 4a zugeteilt. Dieser Einheit gehörte er bis zu deren Auflösung im Herbst 1943 an. Danach gehörte Woithon kurze Zeit zu der Dienststelle des BdS Russland-Mitte und Weißruthenien in Minsk. Anfang 1944 wurde er vom Reichssicherheitshauptamt dem BdS Verona zugeteilt und dort mit den Geschäften eines technischen Obersekretärs beauftragt.
In der Nähe von Bozen geriet Woithon mit einer Fallschirmjägerdivision im Mai 1945 in amerikanische Kriegsgefangenschaft, aus der er im September 1947 entlassen wurde. In der Folgezeit war er an verschiedenen Orten als Busfahrer, Reiseleiter, Kranführer und Tankwart beschäftigt. Seit 1963 war er in Ludwigshafen als Tankstellenpächter tätig. Am 11. Mai 1966 wurde er festgenommen. Am 2. Oktober 1967 begann in Darmstadt die Hauptverhandlung gegen ehemalige Angehörige des Sonderkommandos 4a. Am 29. November 1968 wurde er vom Landgericht Darmstadt wegen Beteiligung an der Ermordung von mindestens 10.000 Juden in Charkow zu 7 Jahren Haft verurteilt. Am 17. Dezember 1973 war er haftunfähig erklärt und starb im Dezember 1976 in Spanien.